# Кастелучо Инфериоре
Кастелучо Инфериоре (итал. Castelluccio Inferiore) је насеље у Италији у округу Потенца, региону Базиликата.
Према процени из 2011. у насељу је живело 1896 становника. Насеље се налази на надморској висини од 460 м.

## Становништво
| 1951. | 1961. | 1971. | 1981. | 1991. | 2001. | 2011. |
| ----- | ----- | ----- | ----- | ----- | ----- | ----- |
| 2.530 | 2.574 | 2.871 | 2.664 | 2.617 | 2.344 | 2.179 |